# Piva
Piva är ett vattendrag i Bosnien och Hercegovina, på gränsen till Montenegro. Det ligger i den sydöstra delen av landet, 70 km sydost om huvudstaden Sarajevo.
Omgivningarna runt Piva är en mosaik av jordbruksmark och naturlig växtlighet. Runt Piva är det ganska glesbefolkat, med 48 invånare per kvadratkilometer.